# Dylan Tichenor
Dylan Tichenor (Philadelphia, juni 1968) is een Amerikaans filmeditor.

## Carrière
Dylan Tichenor werd in 1968 in Philadelphia (Pennsylvania) geboren. Hij groeide op in een familie van filmliefhebbers. Zijn grootvader verkocht filmprojectors.
Na zijn studies werd hij in New York een assistent van filmmaker Robert Altman. Zo kwam hij in contact met diens vaste editor, Geraldine Peroni, die hij begin jaren 1990 begon te assisteren bij het monteren van films als The Player (1992) en Short Cuts (1993).
Midden jaren 1990 werkte Tichenor voor het eerst samen met regisseur Paul Thomas Anderson. Hun eerste samenwerking was het misdaaddrama Hard Eight (1996). Nadien monteerde Tichenor voor Anderson onder meer Boogie Nights (1997) en There Will Be Blood (2007).
In 2004 overleed zijn mentor Peroni, die op dat ogenblik bezig was aan de montage van Brokeback Mountain (2005). Tichenor werd vervolgens ingeschakeld om haar montage af te ronden.

## Filmografie
- Boogie Nights (1997)
- Hurlyburly (1998)
- Magnolia (1999)
- Unbreakable (2000)
- The Royal Tenenbaums (2001)
- Cold Creek Manor (2003)
- Brokeback Mountain (2005)
- The Assassination of Jesse James by the Coward Robert Ford (2007)
- There Will Be Blood (2007)
- Doubt (2008)
- Whip It (2009)
- The Town (2010)
- Lawless (2012)
- Zero Dark Thirty (2012)
- Child 44 (2015)
- Triple 9 (2016)
- Stronger (2017)
- Phantom Thread (2017)

## Prijzen en nominaties
| Film / Videoclip                | Categorie                         | Uitslag        |
| Academy Awards                  | Academy Awards                    | Academy Awards |
| ------------------------------- | --------------------------------- | -------------- |
| There Will Be Blood (2007)      | Beste montage                     | Genomineerd    |
| Zero Dark Thirty (2012)         | Beste montage                     | Genomineerd    |
| BAFTA Awards                    |                                   |                |
| Brokeback Mountain (2005)       | Beste montage                     | Genomineerd    |
| Emmy Awards                     |                                   |                |
| Jazz '34 (1997)                 | Beste montage (miniserie/special) | Genomineerd    |
| Eddie Awards                    |                                   |                |
| The Royal Tenenbaums (2001)     | Beste montage                     | Genomineerd    |
| Brokeback Mountain (2005)       | Beste montage                     | Genomineerd    |
| There Will Be Blood (2007)      | Beste montage                     | Genomineerd    |
| MTV Video Music Awards          |                                   |                |
| "Save Me" (1999) van Aimee Mann | Beste montage                     | Gewonnen       |